# Andreas Bäsig
Andreas Bäsig (* 21. Dezember 1955) ist ein ehemaliger deutscher Mittel- und Langstreckenläufer, der für die DDR startete.
Bei den Halleneuropameisterschaften 1979 in Wien wurde er Vierter über 3000 Meter.
1978 wurde er DDR-Vizemeister über 1500 Meter, 1979 DDR-Hallenmeister über 3000 und 5000 Meter.
Andreas Bäsig startete für den SC Cottbus.

## Persönliche Bestzeiten
- 1500 m: 3:40,9 min, 14. Juni 1979, Halle
- 3000 m: 7:59,5 min, 5. Juni 1977, Karl-Marx-Stadt
  - Halle: 7:45,6 min, 25. Februar 1979, Wien
- 5000 m: 13:33,9 min, 19. Juni 1978, Warschau

| Personendaten    | Personendaten                            |
| ---------------- | ---------------------------------------- |
| NAME             | Bäsig, Andreas                           |
| KURZBESCHREIBUNG | deutscher Mittel- und Langstreckenläufer |
| GEBURTSDATUM     | 21. Dezember 1955                        |